# Minobe Tatsukichi

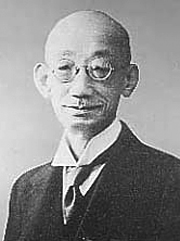
Minobe Tatsukichi

Minobe Tatsukichi (japanisch 美濃部 達吉; * 7. Mai 1873 in der Präfektur Hyōgo; † 23. Mai 1948) war ein japanischer Verfassungsrechtler und Spezialist für Verwaltungsrecht. Er spielte eine bedeutende Rolle bei der Schaffung der Japanischen Verfassung.

## Leben und Wirken
Minobe Tatsukichi studierte an der Kaiserlichen Universität Tokio. Nach einer kurzzeitigen Tätigkeit im Innenministerium setzte er seine Studien in Europa fort. 1902 kehrte er nach Japan zurück und lehrte als Professor an der Kaiserlichen Universität Tokio.
Seine Theorie, die den Tennō (zu der damaligen Zeit der Shōwa-tennō Hirohito) als ein Staatsorgan, nicht als göttliche Verkörperung der Staatsmacht, ansah, verursachte eine Kontroverse mit Uesugi Shinkichi über die übergeordnete Stellung des Kaisers im Regierungssystem. Bis in die 1930er Jahre hatte seine Theorie viele Unterstützer in den Reihen der Beamtenschaft. Er zog sich damit aber auch den Unwillen des Militärs und des rechten Lagers zu. Diese erreichten in der zunehmend militaristischen Stimmung der Vorkriegszeit, dass seine Schriften 1935 verboten wurden und er unter Anschuldigung der Majestätsbeleidigung zum Ausscheiden aus dem Oberhaus gezwungen (vgl. Kokutai).
Minobe galt als Anhänger einer liberalen Auslegung der Meiji-Verfassung und der Demokratisierung.
Von 1924 bis 1927 war er Leiter der Juristischen Fakultät an der Kaiserlichen Universität. Diese verließ er endgültig erst 1934. Von 1911 bis 1935 war er auch Berater der japanischen Legislative und wirkte an mehreren Gesetzen mit. Von 1932 bis zu seinem Quasi-Ausschluss 1935 war er Mitglied des Oberhauses des Japanischen Parlamentes. Er lehrte zudem an der Hitotsubashi-Universität.
Nach dem verlorenen Zweiten Weltkrieg kam ihm diese Oppositionsrolle zugute und er war ab Oktober 1945 als Berater für das „Komitee zur Untersuchung von Verfassungsproblemen“ aktiv an der Ausarbeitung der neuen Japanischen Verfassung beteiligt. 1946 wurde er Mitglied des Geheimen Rates.
Von seinen zahlreichen Schriften seien erwähnt die „Auslegung der Verfassung“ (憲法撮要, Kempō satsuyō) aus dem Jahr 1923, die wegen ihrer Aussage zur Stellung des Tennō verboten wurde, und die „Prinzipien der japanischen Verfassung“ (日本国憲法原論, Nihonkoku kempō genron), die 1948 erschienen. Seine Grabstätte befindet sich auf dem Friedhof Tama in Fuchū (Präfektur Tokio). 
Sein Sohn Minobe Ryōkichi war zwischen 1967 und 1979 Gouverneur der Präfektur Tokio.